# Maria Lois i López
Maria Lois i López (les Borges Blanques, 5 de setembre de 1896 – Sant Boi de Llobregat, 16 de setembre de 1933) fou una professora i bibliotecària catalana. Era filla de José Lois Lavandeira, procurador i secretari de l'Ajuntament de les Borges Blanques, originari de la localitat gallega d'Avión, i d'Agustina López, nascuda a Baeza (Jaén). Estudià batxillerat al Liceu Escolar de Lleida i el 1915 fou una de les primeres llicenciades en Filosofia i Lletres per la Universitat de Barcelona. Es doctorà en Filosofia i Lletres al moment en què ja exercia de secretària de l'Escola de Bibliotecàries. Durant un curt període, de febrer a agost de 1917, fou membre de l'Oficina d'Estudis Orientals de la Secció Filològica de l'Institut d'Estudis Catalans, juntament amb Frederic Clascar i Sanou i Jaume Bages i Tarrida.
Des del curs 1919-1920 impartí docència a l'Escola de Bibliotecàries, on fou la primera professora titular. Tingué per encàrrec dur a terme el curs preparatori del pla d'estudis, datat del 1919 i que contingué matèries relacionades amb la cultura general i serví per preparar les futures alumnes de cara a l'examen. El 22 de setembre de 1919 contragué matrimoni amb el bibliotecari, professor, filòleg i historiador de la literatura catalana Jordi Rubió i Balaguer. Tingué amb ell quatre fills, un dels quals, en Jordi, fou també professor de l'Escola. Un altre fill, en Manuel, fou un destacat zoòleg i investigador del CSIC.
Maria Lois morí el 16 de setembre de 1933 a Sant Boi de Llobregat, als 37 anys.

## Reconeixement i memòria
Té dedicat un carrer al seu poble natal, i la sala d'actes de la biblioteca Marquès d'Olivart, de les Borges Blanques, des de 2015 porta el seu nom.